# Arquitectura romànica d'Itàlia

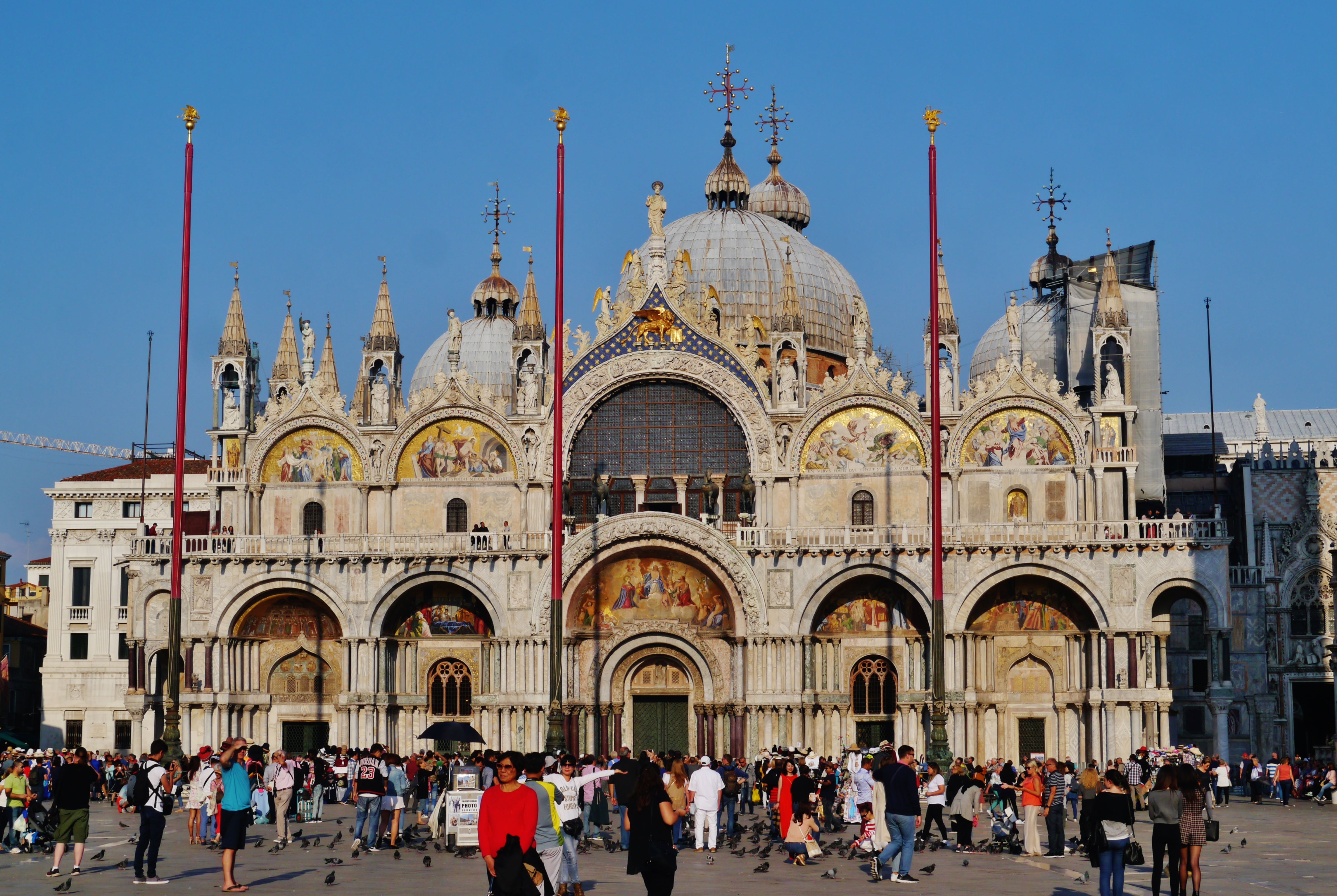
Basílica de Sant Marc de Venècia (1063-1092)

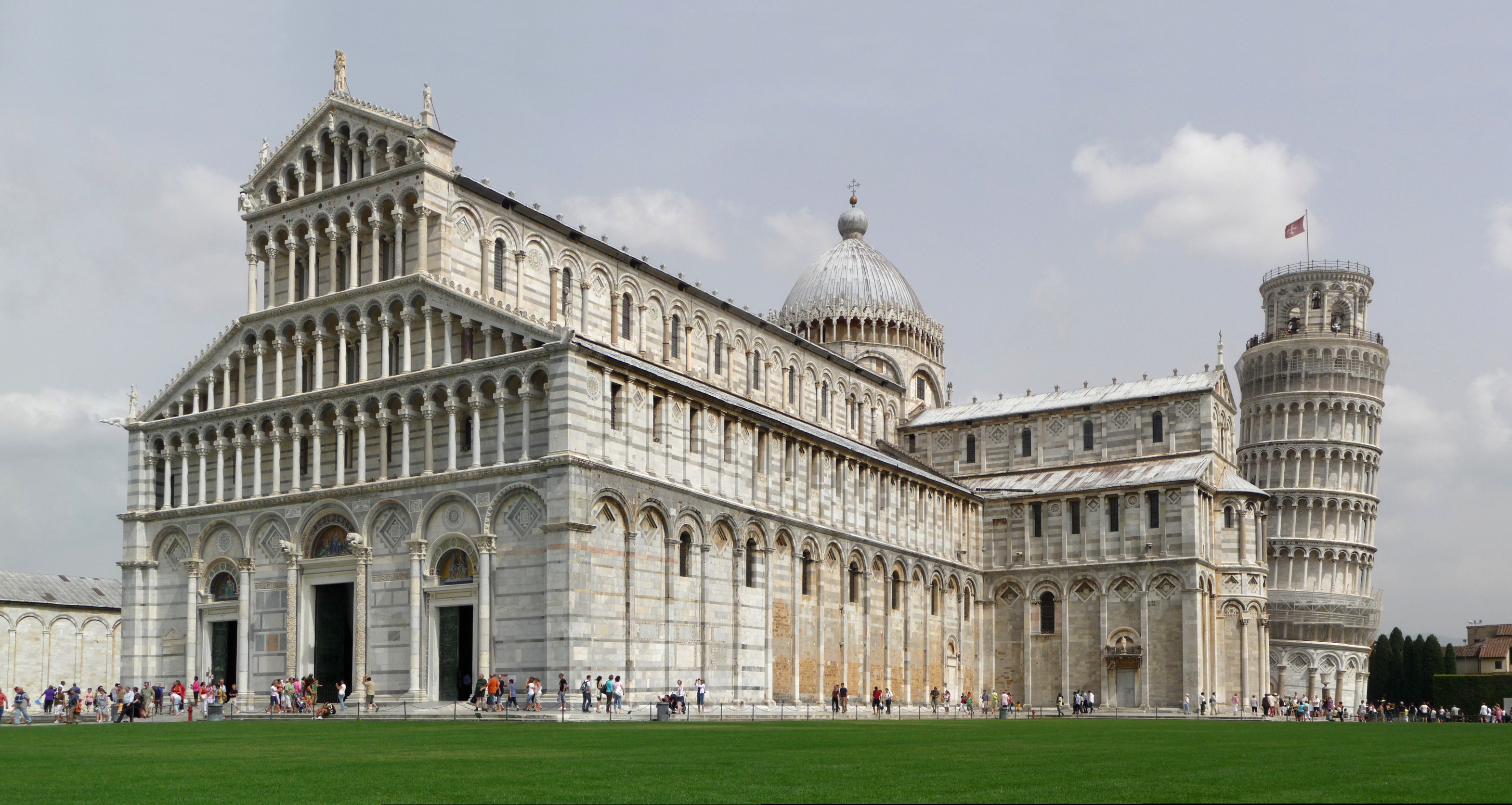
La Piazza dei Miracoli de Pisa, amb la Torre inclinada, la catedral (1063-1118) i, al fons, el baptisteri (1152-1363). Fou declarada patrimoni de la humanitat el 1987.

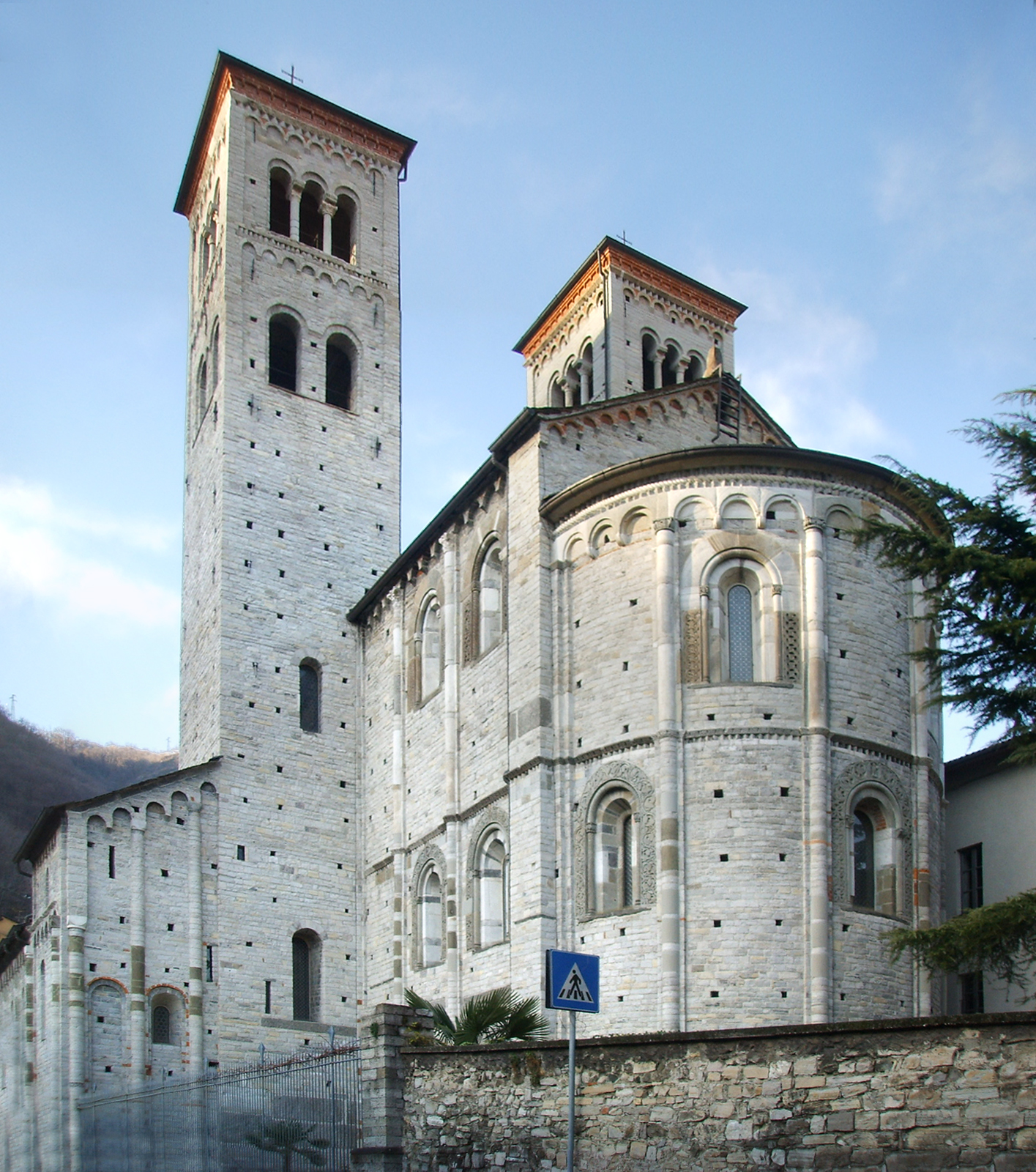
Absis de la basílica de San Abundio (1063-1095), a Como

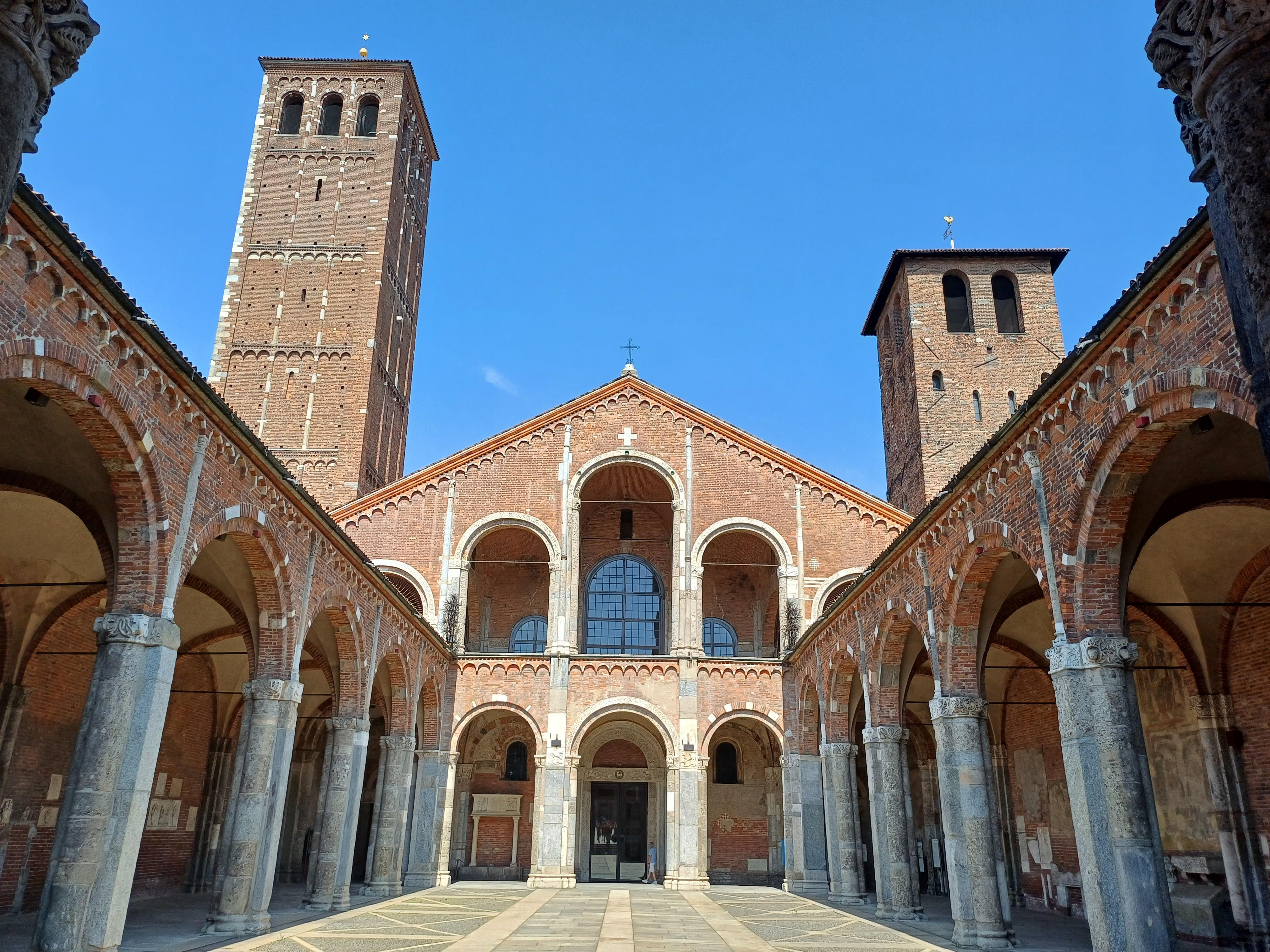
Basílica de Sant Ambròs de Milà (1088-1099)

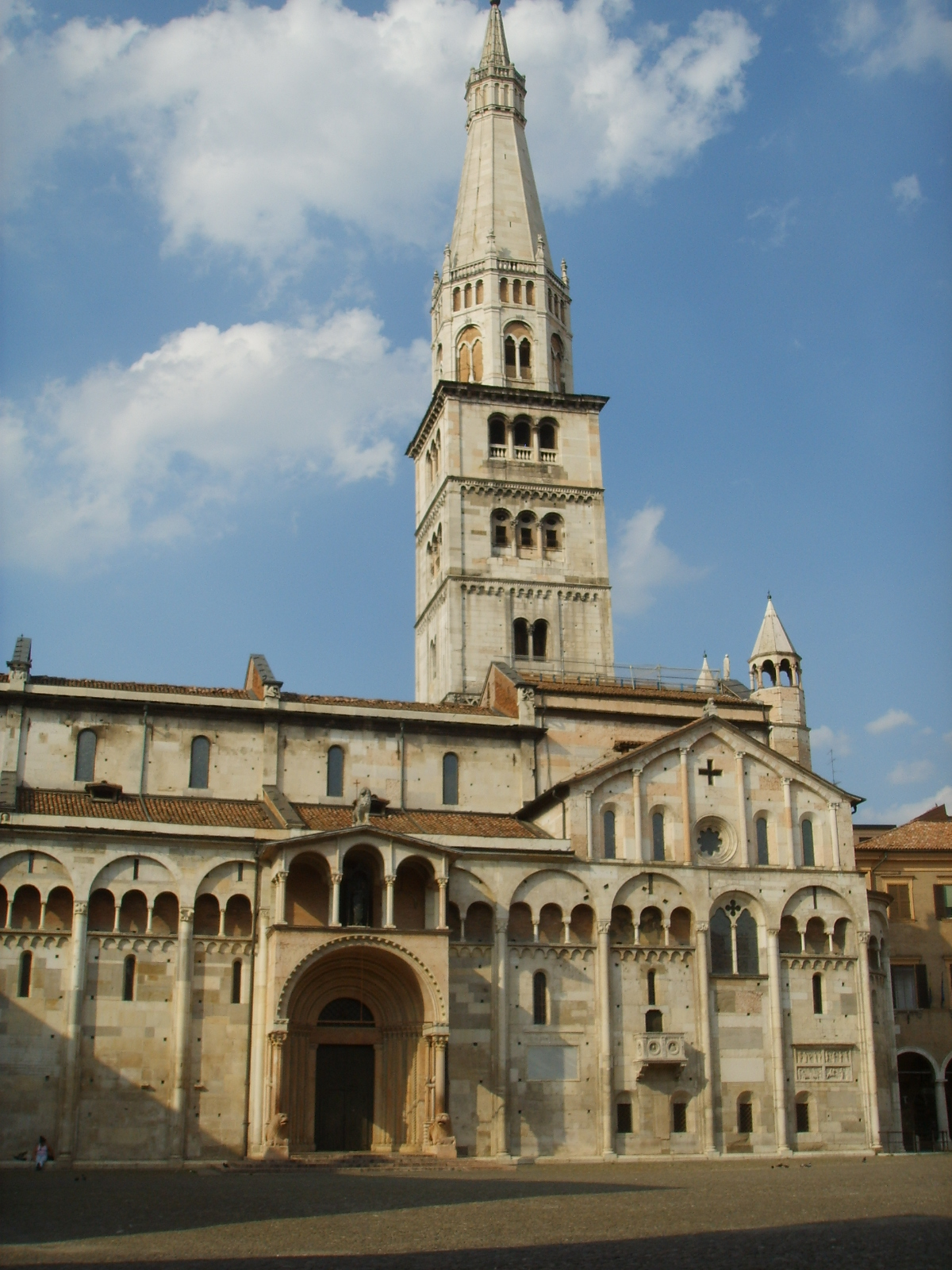
La catedral de Mòdena (1099-1184)

L'arquitectura romànica d'Itàlia comprèn un període de producció més ampli que el d'altres estats europeus: des dels precoços exemples dels darrers decennis del segle xi fins a, en algunes zones, tot el segle xiii.
En aquest període Itàlia no estava unida políticament, sinó que incloïa molts poders independents —cristians al nord i centre (Regne llombardovènet, marques de Toscana i de Verona, República de Venècia, Estats Pontificis, ducat de Spoleto), i més propers als romans d'Orient i musulmans, i després als normands, al sud (principats de Càpua, de Benevent i de Salern, ducat d'Amalfi, catepanat d'Itàlia i emirat de Sicília)— que combatien entre si. L'alta edat mitjana fou en general una època de misèria, que va arribar també al monacat, que amb prou feines va poder dedicar-se a la construcció de nous monestirs. Fins a mitjan segle xi la situació no canvia, coincidint amb el ressorgiment europeu, econòmic i demogràfic, dels segles xi i xii que va tenir un gran efecte a la península Itàlica. Al nord confluïen dos dels grans eixos econòmics de la cristiandat: la ruta que des de les ciutats comercials del nord d'Alemanya i del Bàltic (agrupades en l'Hansa) travessava el Rin i el Roine, amb les rutes marítimes que a través de la Mediterrània transportaven les espècies i productes de luxe d'Orient i els estats musulmans. Convertides en emporis comercials, moltes ciutats italianes van experimentar un desenvolupament econòmic que els feu crear flotes mercants i barris comercials a Orient (Palestina, Imperi Romà d'Orient, Egipte…). Fou l'etapa de les repúbliques marítimes i, particularment Gènova i Venècia, estengueren el domini a illes i ports al llarg de la Mediterrània i la mar Negra forjant autèntics imperis d'ultramar. Donat el buit de poder per la lluita entre l'imperi i la Santa Seu, les potències autòctones cercaren formes autònomes de mantenir la llei i l'ordre. La controvèrsia de la investidura en acabant es resolgué en el concordat de Worms. Al 1176, una lliga de ciutats estat, la Lliga Llombarda, derrotà l'emperador alemany Frederic I en la batalla de Legnano, i assegurà una independència efectiva de la majoria de les ciutats italianes del nord i centre. Políticament, suposà l'ascens social dels comerciants, que formaren una oligarquia governant en moltes d'aquestes ciutats i emprengueren ambiciosos programes de construcció, inclosos els religiosos.
L'arquitectura d'aquesta època és molt fructífera i creativa a la península, molt influïda pel que es feia a França i Alemanya, però també hi ha una profunda influència romana d'Orient i de l'arquitectura clàssica. Dona lloc a moltes obres mestres i variants molt diverses, tant en estil com en construcció. Possiblement l'escola més «artística» fou la toscana—sobretot a Florència i Pisa—, que feu ús generalitzat del marbre i que a l'exterior destaca la combinació d'elements repetits: franges horitzontals, arquets cecs, frontons i columnes. El romànic sicilià, amb influències normandes, també és notable, així com el llombard —més avançat en les estructures arquitectòniques que el toscà, però menys artístic— i el piemontés.
L'arquitectura romànica deixa d'emprar els sostres de fusta i experimenta amb les voltes de canó. La gran innovació italiana fou la volta d'aresta, que no s'usava des dels temps de l'antiga Roma. El pes dels edificis es transmetia cap a l'exterior i se solia recollir en contraforts per suportar el pes de la teulada. Els murs gruixuts, que també suportaven part d'aquest pes, tenien finestres menudes, amb interiors prou més banals i avorrits que les esglésies paleocristianes i romanes d'Orient; solien consistir en parets de marbre o pedra, amb poca decoració, al contrari que els rics interiors entapissats de mosaics de les esglésies romanes d'Orient.
Les innovacions planimètriques introduïdes a França i Alemanya durant el període romànic no arriben immediatament a Itàlia, on, entre els segles xi i xii, la construcció de plantes basilicals continuà, en general sense transsepte. Els deambulatoris amb capelles radiants aparegueren en l'abadia de Sant'Antimo (1118-meitat del xii) i en la catedral d'Aversa (1053-1090).
Els tres edificis principals del romànic primerenc comencen el mateix any, al 1063, no gaire allunyats entre si: l'abadia benedictina de Sant Abundi (1063-1095), a Como, la catedral de Pisa (1063-1118) i la basílica de Sant Marc (1063-1092), catedral de Venècia. Sant Abundi fou consagrada al 1095 i mostra la relació de Llombardia amb el romànic transalpí, amb trets de Cluny tant en planta com en el tractament exterior i exterior. Amb cinc naus cobertes amb bigues de fusta, presenta un doble campanar a l'estil dels de Westwerk a Alemanya i una decoració del mur exterior amb arcs cecs i lesenes, a més d'un notable passadís escultòric dels «comacini magistri».
La catedral de Pisa fou consagrada en el 1118 i, com que la república mantenia forts contactes comercials amb l'Imperi Romà d'Orient, rep influències orientals —els matroneus i la cúpula el·líptica amb coronament de bulb— tot i que reinterpretades seguint el gust autòcton, amb formes artístiques originals, com l'interior en cinc naus amb columnates (antigament de creu grega, ampliat a planta llatina), inspirat en la desapareguda catedral romànica de Sant Martí de Lucca, que tenia una distribució d'espais típicament paleocristiana.
La basílica de Sant Marc, construïda sobre un palau preexistent, funcionava com a capella palatina del palau ducal i no depenia del patriarca de Venècia. La construcció conclou al 1092, però no acaba en el seu estat actual fins al segle xiv, tot i que l'estil se'n mantingué unitari malgrat les diferents influències artístiques que va sofrir al llarg dels segles, i és una conjunció única entre l'art romà d'Orient i l'occidental. La planta n'és de creu grega amb cinc cúpules distribuïdes al centre i al llarg dels eixos de la creu, envoltades de grans arcs. Les naus, tres per braç, es divideixen per columnates que conflueixen cap als pilars que sostenen les cúpules; no es van fer com un bloc únic de mur sinó articulades amb quatre pilars i una cúpula més petita. El tema de la cúpula també apareix a les Marques i al sud, i en particular en algunes esglésies del romànic de la Pulla (duomo de Molfetta, 1150-?), mentre que el tema de la creu inscrita apareix a Stilo (Cattolica de Stilo), Òtranto i Trani.)
En la segona meitat del s. XI, es construeix l'església abacial de Montecassino (1066-1071), amb un transsepte que no sobreïx del cos de l'edifici i amb absis al final de cadascuna de les tres naus. L'edifici més important del sud d'Itàlia és la basílica de Sant Nicolau de Bari (1087-1197), construïda durant el domini italo-normand de la Pulla, que presenta un transsepte, amb suports alterns al llarg de la nau i amb dues torres a la façana segons la manera normanda.
Al centre-nord de la península, d'altra banda, es desenvolupen galeries amb arcades (com en la seu de Mòdena (1099-1184), amb un transsepte que no sobreïx, tres absis i un campanile (la torre cívica) aïllat que troben aplicacions notables en el romànic pisà (seu i campanar de Pisa, catedral (1063-1070) i església de Sant Miquel del Fòrum (1070-?) a Lucca, seu de Pistoia i altres esglésies toscanes, però que en part també influïren en l'arquitectura romànica sarda i corsa. En canvi, a Llombardia, la basílica de Sant Ambròs de Milà (1088-1099) és notable per la seua cobertura amb volta de creueria i nervadures entre les més antigues d'Europa.
De matriu germànica són, a Como, la basílica de Sant'Abbondio, refeta pels benedictins (1050-1095), sense transsepte, i l'església de Sant Fedele (1120), inspirada en les plantes trilobulades de Colònia. La planta de la catedral de Parma (1059-1116) encara es refereix a Alemanya, amb un transsepte sortint i un sol absis terminal. Al Vèneto destaca la basílica de San Zeno de Verona.
A la Itàlia septentrional, les principals catedrals es caracteritzen per la presència d'imponents baptisteris exempts, com el de Cremona (1167-?) i el de Parma (1196-1270), tot i que el més famós és al centre d'Itàlia: el baptisteri de Pisa (1152-1363).
D'altra banda, a Florència s'afavoreixen els motius arquitectònics d'època romana, i es dona lloc al que els crítics anomenen estil protorenaixentista (basílica de Sant Miniato al Monte (1013-?), baptisteri de Sant Joan (1059), església dels Sants Apòstols, abadia Fiesolana, a Fiesole). Un interés semblant en l'antiguitat es pot trobar al voltant de Roma (façanes de la seu de Civita Castellana i de Sant Lorenzo fuori le mura).
A Sicília, els elements romans d'Orient s'uneixen als normands i sarraïns, i se'n troben en algunes esglésies de Palerm (San Cataldo (1154-1160) i altres) i a les catedrals de Cefalù (1131-1148) i Monreale (1172-1267), les tres declarades al 2015 Patrimoni de la Humanitat com «Palerm arabo-normand i les catedrals de Cefalú i Monreale».

En l'arquitectura civil, d'altra banda, es construeixen moltes torres nobles; en destaquen les de San Gimignano i Bolonya.

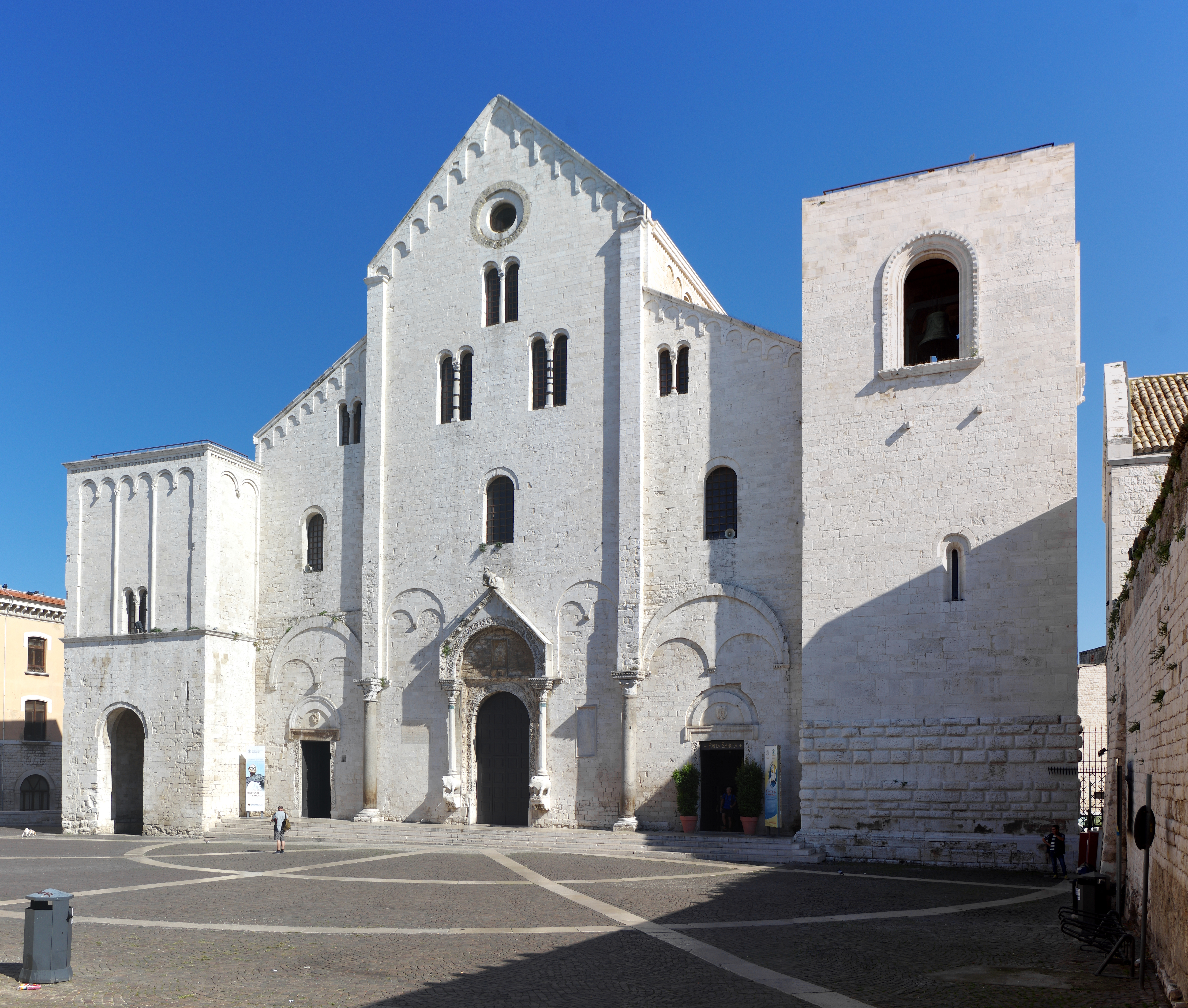
Basílica de Sant Nicolau de Bari (1087-1197)
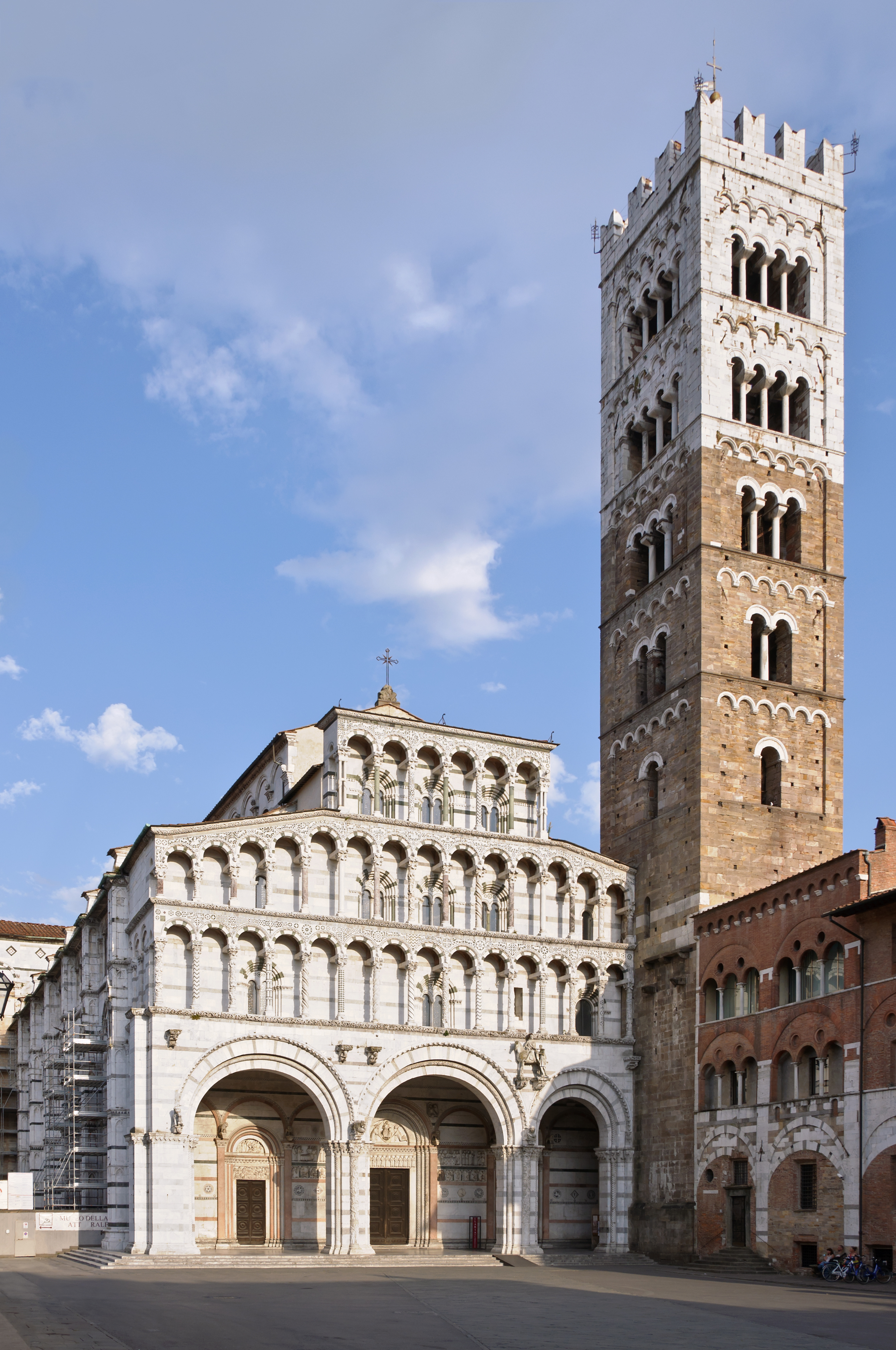
Seu de Lucca (1063-1070)
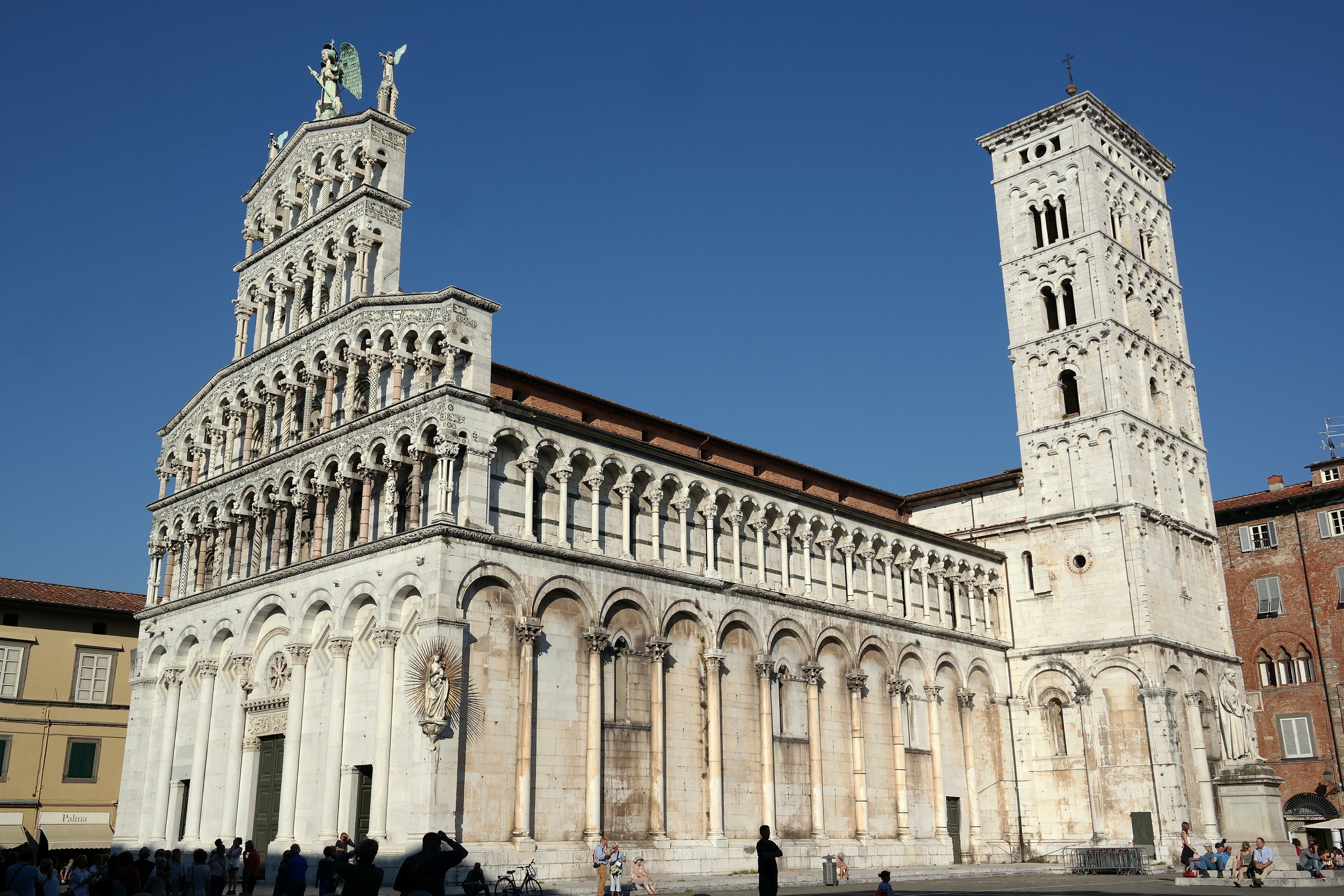
Església de Sant Miquel en Fòrum (1070-?) de Lucca
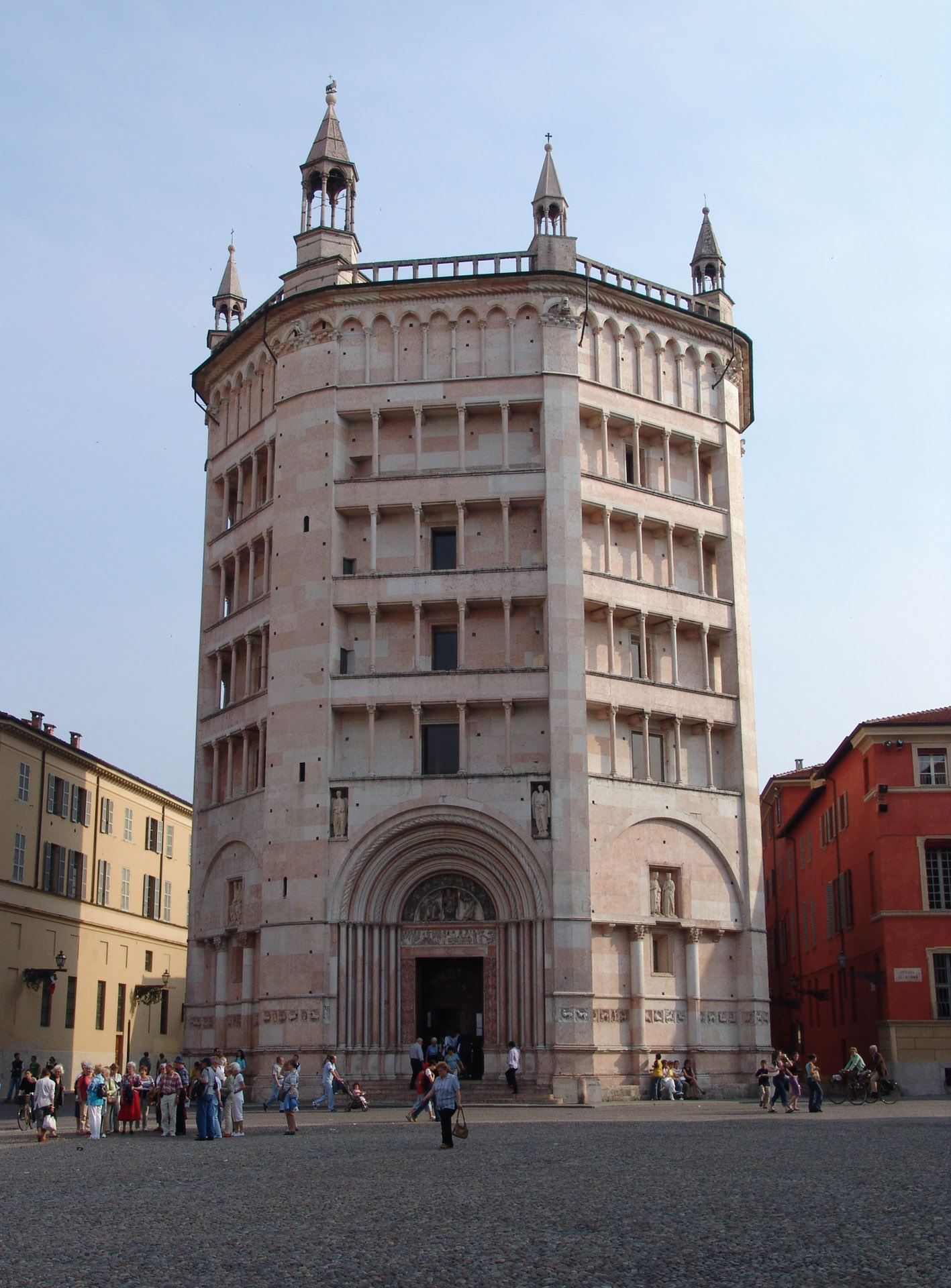
Baptisteri de Parma (1196-1270)
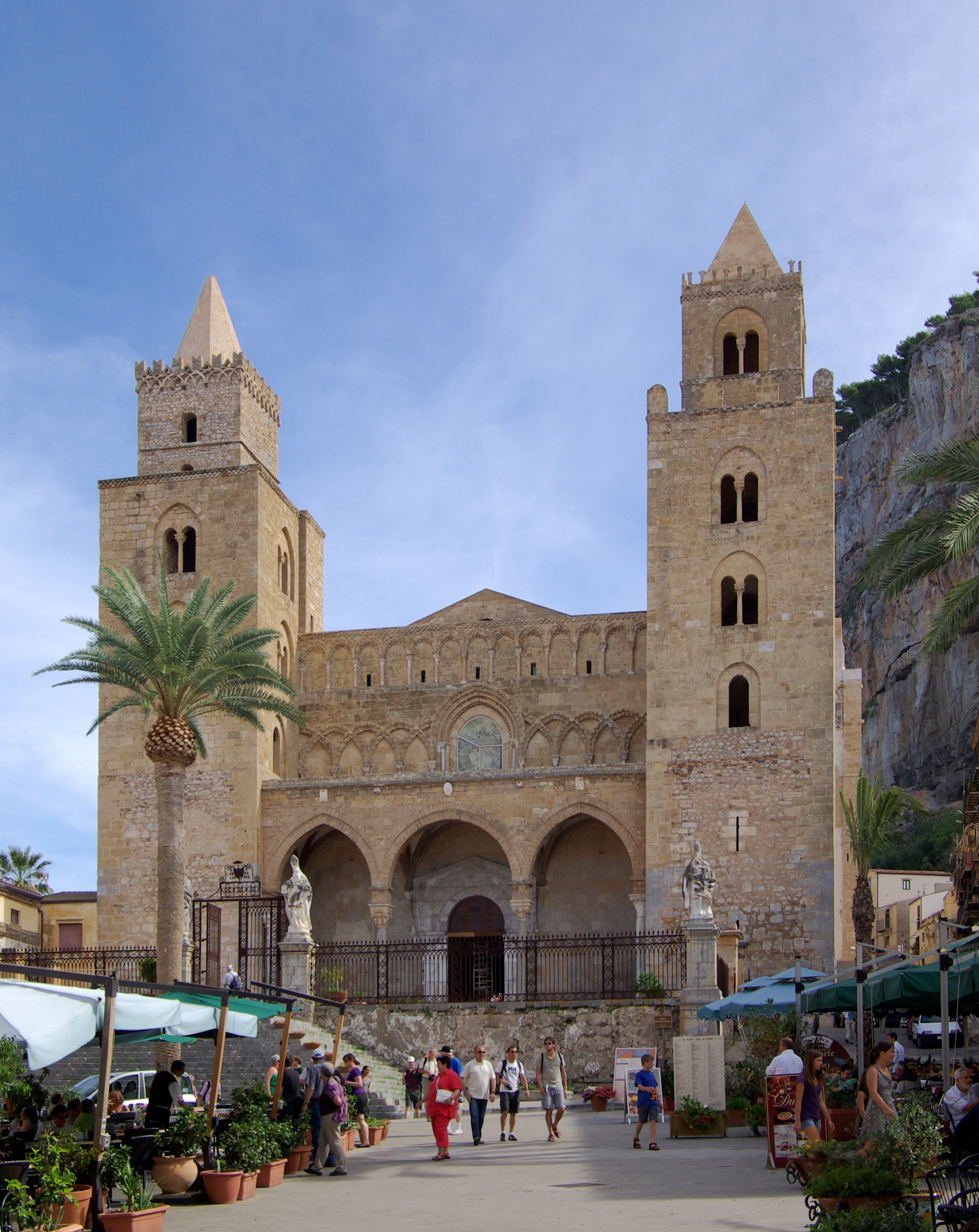
Catedral de Cefalú (1131-1148)
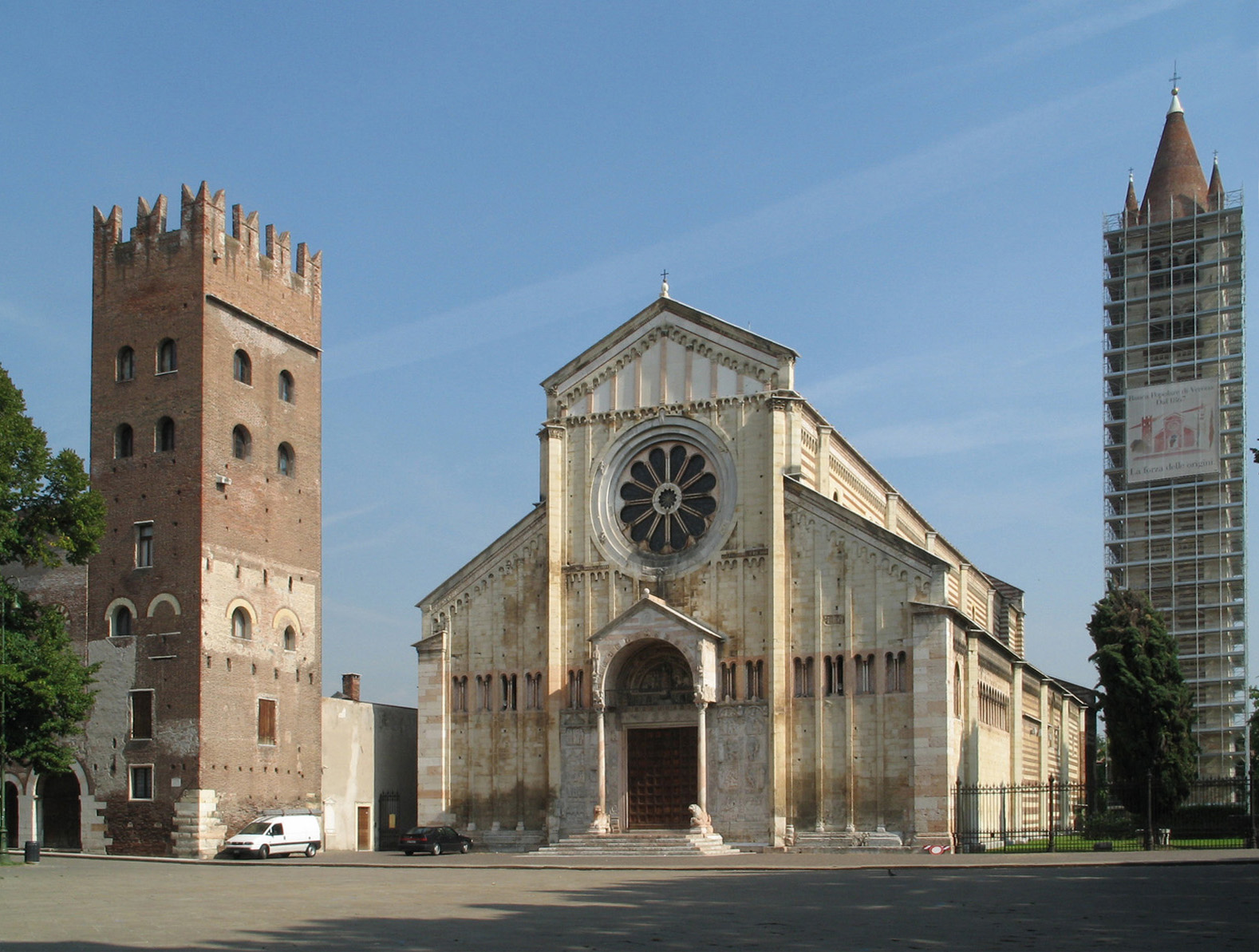
Sant Zenó de Verona (1138-1389)

## Característiques generals
Com en tot l'art romànic, molts elements arquitectònics són utilitzats no sols funcionalment sinó també simbòlicament (12 columnes que representen els dotze apòstols, eix llarg de la nau amb una lleu inclinació que indica el cap de Jesús inclinat en la creu, etc.). També, però, hi ha elements propis que deriven de la situació geogràfica i circumstancial d'Itàlia: el fet que Sicília estigués en mans dels musulmans i que bona part del sud fos part de l'Imperi Romà d'Orient implica una sèrie d'influències que són pròpies d'aquesta península.
Un altre element autòcton és la reutilització i ús de temples paleocristians o basíliques de l'antiguitat adaptant-los a la manera arquitectònica pròpiament romànica. És per això que la major part d'esglésies són d'una sola nau amb l'esquema bàsic dels monuments funeraris fets servir pels primers cristians.
Per la creixent veneració de relíquies, el temple romànic sol encloure una cripta normalment sota el presbiteri. Es construïen passadissos subterranis amb nínxols per col·locar els ciris. Aquests corredors s'anaren omplint amb altres elements com ara altars laterals, dipòsits d'ofrenes i almoines, i altres accessoris.
Un element comú a les esglésies romàniques és el campanile situat a la vora de la façana o de l'absis.

## Variants autòctones
El panorama artístic és molt variat, amb “romànics” autòctons de característiques pròpies, sobretot per les tipologies constructives. També hi ha gran varietat en els materials usats que depenien molt de la disponibilitat local, perquè les importacions resultaven molt cares. A Llombardia el material més usat fou la rajola, per la naturalesa argilenca del terreny. A Como, en canvi, hi havia més disponibilitat de pedra. A la Toscana no són rars els edificis de marbre blanc de Carrara amb empelts de marbre serpentí verd; a la Pulla s'usa la tova clara calcària. A part del cas de la Pulla, des de Roma cap al sud el romànic tendeix a desaparéixer i dona lloc a influències romanes d'Orient o islàmiques.
Així, les principals variants autòctones d'arquitectura romànica a la península Itàlica i les seues zones de desenvolupament són:
- romànic llombard, a Llombardia i Emília, que influí en bona part del nord, des del Vèneto continental fins a Ligúria;
- Venècia, amb característiques peculiars influïdes per l'art romà d'Orient;
- romànic pisà, a la zona d'influència pisana: Toscana septentrional fins a Pistoia i Sardenya;
- El romànic florentí o proto-renaixentista;
- Les Marques, Úmbria i l'Alt Laci, amb influxos d'altres corrents;
- Roma;
- Campània;
- Pulla;
- Sicília i Calàbria.

## Arquitectura romànica llombarda i emiliana

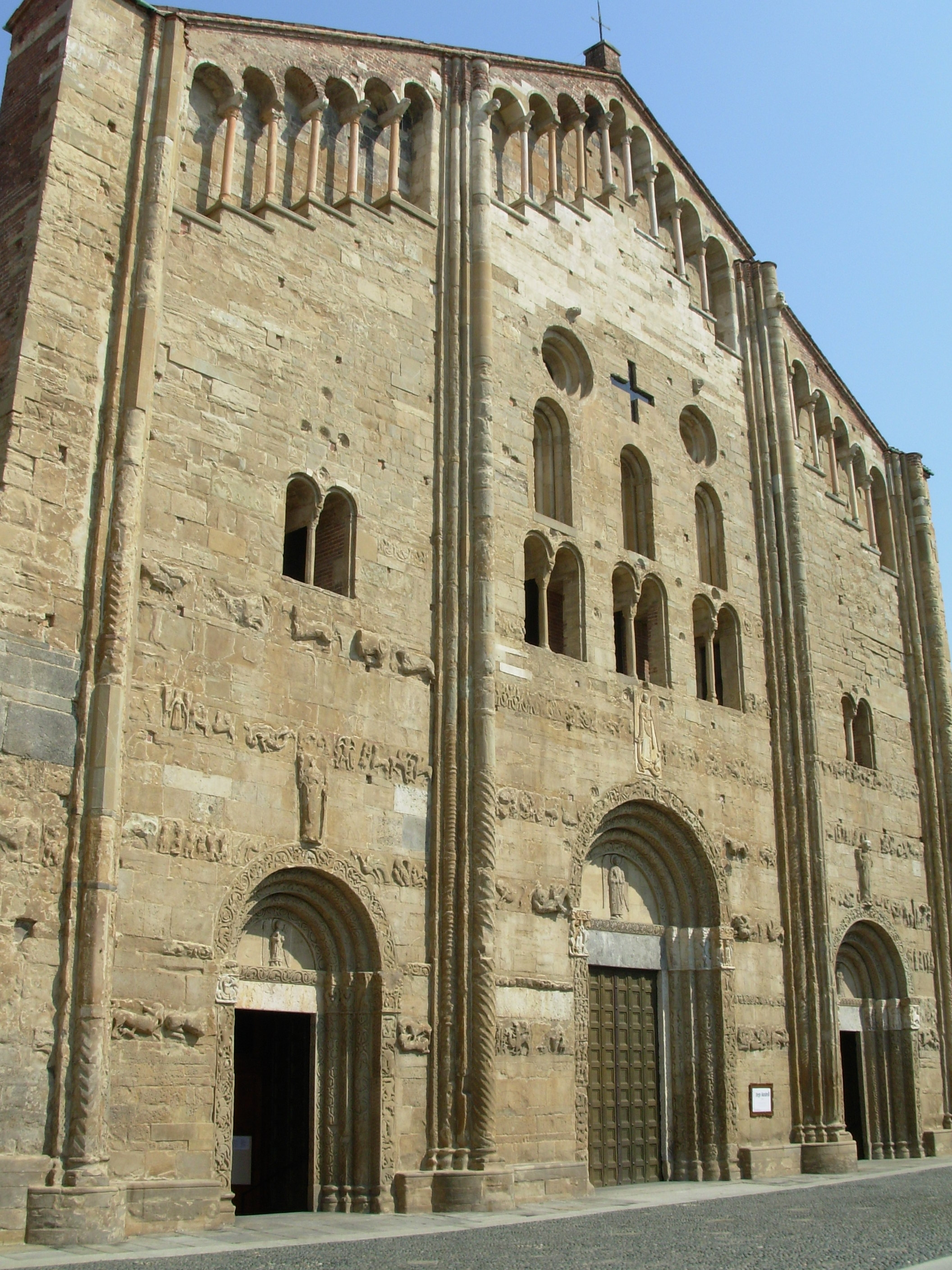
Sant Michele Maggiore de Pavia

Llombardia, llavors una unitat territorial més àmplia que hui, comprenia Emília i altres zones veïnes. Fou el primer país que rebé les novetats artístiques dels Alps enllà, gràcies al moviment d'artistes llombards a Alemanya i dels mateixos alemanys que arribaven al país.
Aquestes influències es reelaboraren seguint esquemes autòctons, com els de l'abadia de Pomposa (del mestre Marzulo), consagrada l'any 1026, amb un campanar iniciat pel mestre Deusdedit l'any 1063. S'hi pot veure una original decoració en dos colors, per l'ús de rajola blanca i vermella i, per primera vegada a la península, la façana apareix decorada amb escultures, en aquest cas baixos relleus esculpits finament i calats, amb vinyes i animals inspirats en els teixits sassànides de Pèrsia. També el campanar és precoç pel tipus (aïllat en relació amb el cos de l'església, segons un model que després es feu típicament italià), o per l'estil de la decoració, amb bandes verticals (anomenades bandes llombardes) i lesenes (o arquets que rematen els murs, i fan l'efecte de moviment, perforats per l'obertura de finestres amb arcs cada volta més amples. Es pensa que aquests trets s'importaren del món romà d'Orient i armeni.
Més properes a models germànics són les esglésies de Santa Maria Major de Lomello (1025-1050) i de San Pietro al Monte de Civate (amb un doble absis contraposat).
És important l'exemple precoç de la basílica de Sant'Abbundio a Como, amb cinc naus cobertes amb bigues de fusta, amb un doble campanar a l'estil dels Westwerk alemanys i una decoració del mur exterior amb arcs cecs i lesenes, a més d'un notable corredor escultòric dels «mestres comacini».

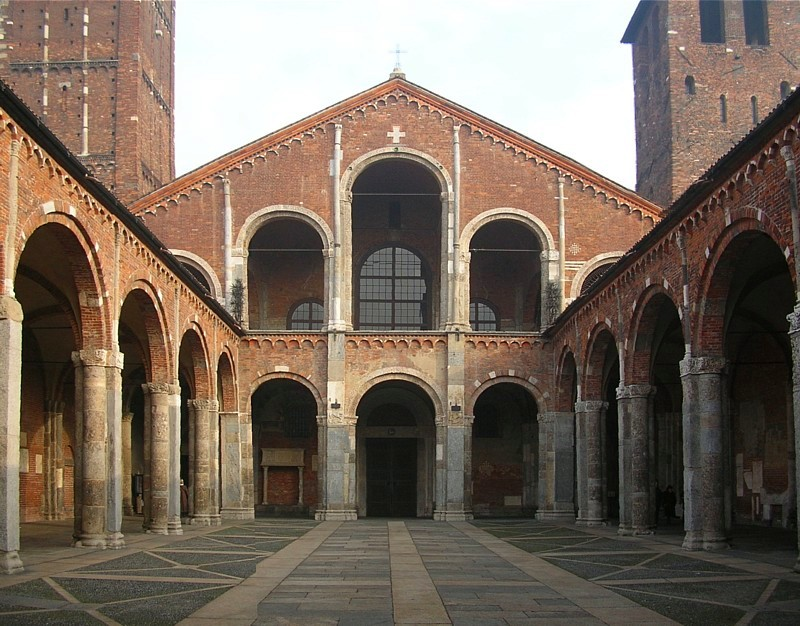
Atri i façana de Sant Ambròs, Milà

Entre la fi del s. XI i primeria del xii, amb l'estil romànic ja madur, es reconstruí la basílica de Sant Ambròs a Milà, amb volta d'aresta amb costelles i un disseny racional, amb una perfecta correspondència entre el disseny en planta i els alçats. L'aïllament estilístic de Sant Ambròs no devia ser major que l'actual en relació amb l'època de la reconstrucció, quan hi havia altres monuments que s'han perdut o que s'han modificat profundament amb el temps (com la seu de Pavia, de Novara, de Vercelli i altres).
Altres solucions han quedat testimoniades per la basílica de San Michele Maggiore de Pavia, amb la façana formada per un únic i gran perfil pentagonal de doble vessant, dividit en tres parts amb contraforts verticals i, a la part alta, decorat per dues galeries simètriques d'arcs sobre columnes, que segueixen el perfil de la coberta; el fort desenvolupament ascensional se subratlla també per la disposició de les finestres, concentrades al centre. El model d'aquesta església es prengué també de les esglésies de Pavia com Sant Teodor i San Pietro in Ciel d'Oro (consagrada l'any 1132), i s'aplicà a la seu de Parma (a finals del segle xii o primeria del XIII) i a la de Piacenza (iniciada l'any 1206).
La seu de Mòdena és un dels testimonis que ens han arribat de manera més coherent de l'arquitectura romànica. Fundada l'any 1099 per obra de l'arquitecte llombard Lanfranco, es construí en unes desenes d'anys i és per això que no mostra influxos gòtics importants. Amb tres naus sense creuer i tres absis, era coberta antigament amb cintres de fusta, que se substituïren per volta d'aresta al s. XV. La façana amb pendents reflecteix la forma interna de les naus, i està dividida en tres per dues pilastres mentre el centre està dominat per un pòrtic avançat de dos pisos que se sostenen en columnes sobre lleons. La rosassa i els portals laterals són més tardans. La sèrie contínua de galeries a l'altura del matroneu, tancades per arcades cegues que envolten la seu, creen un efecte de clarobscur, molt copiat en construccions posteriors.
Important és el conjunt escultòric compost pels relleus de Wiligelmo i els seus deixebles. La basílica de San Zeno de Verona és l'exemple més directe de derivació de la seu de Mòdena.
Al Piemont les influències llombardes se sumaren a les del romànic provençal i francés en la Sacra di San Michele o en la col·legiata de San Orso d'Aosta. A Ligúria l'estil llombard es barrejà amb influències pisanes i romanes d'Orient, com en la seu de Ventimiglia o en les esglésies genoveses de Santa Maria delle Vigne i Sant Joan de Prè.

## Venècia

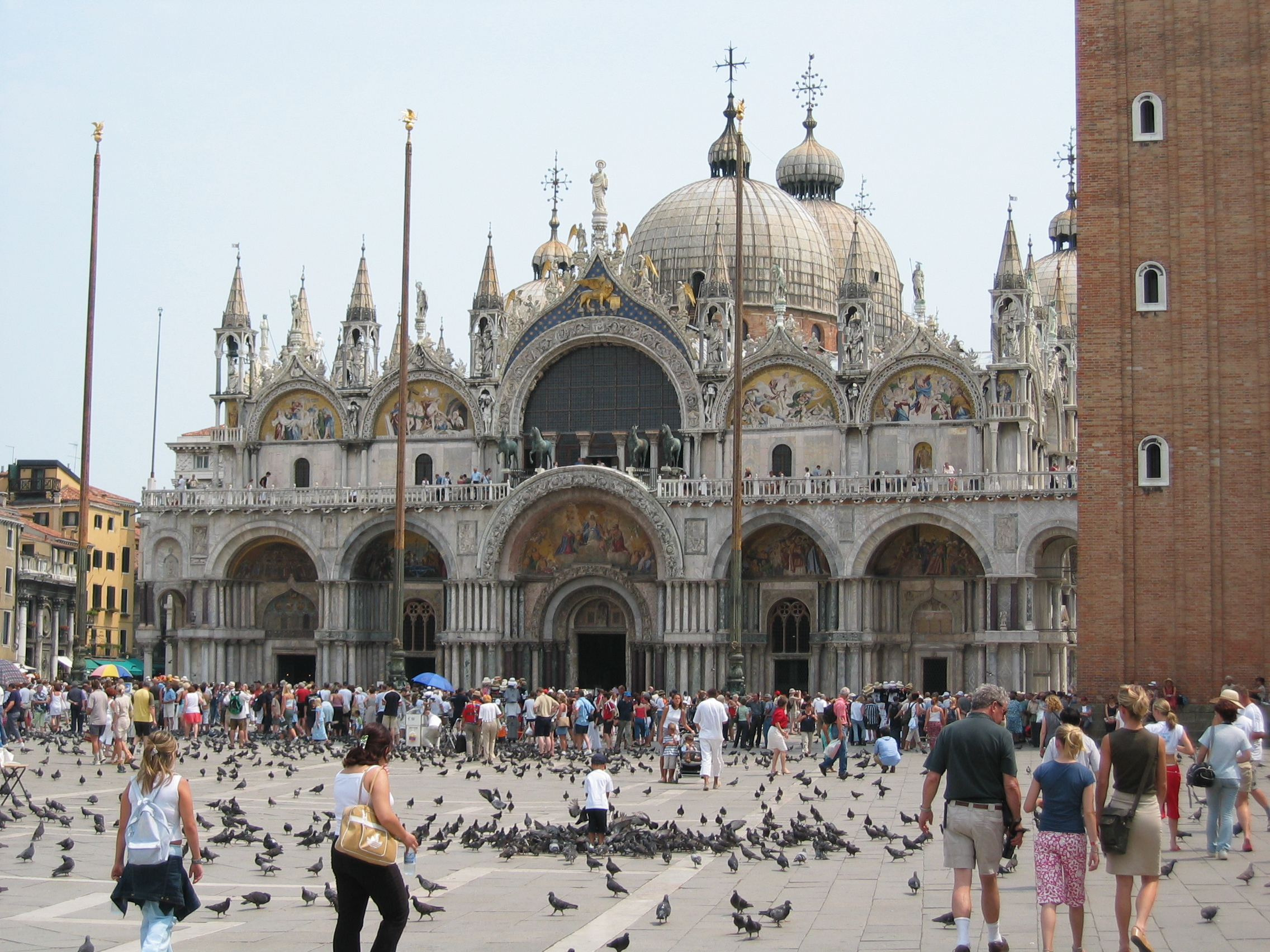
Basílica de Sant Marc, Venècia

A Venècia, l'obra mestra arquitectònica d'aquest període fou la basílica de Sant Marc. La inicia Domenico Contarini l'any 1063 sobre un palau preexistent; funcionava com a capella palatina del Palau Ducal i no depenia del patriarca de Venècia. La construcció de la basílica conclogué al segle xiv, però l'estil es va mantenir unitari davant els diversos influxos artístics que hi hagué al llarg dels segles.
La basílica és una conjunció única entre l'art romà d'Orient i l'occidental. La planta n'és de creu grega amb cinc cúpules distribuïdes al centre i als eixos de la creu, envoltades de grans arcs. Les naus, tres per braç, es divideixen per columnates que conflueixen als pilars que sostenen les cúpules; no es feren com un bloc únic de mur sinó articulats amb quatre pilars i una cúpula més menuda.
Alguns elements d'origen occidental en són la cripta, que interromp la reiteració d'una de les cinc unitats espacials, i la col·locació de l'altar no al centre de l'estructura (com en els martyria romans d'Orient) sinó a la zona absidial est. És per això que els braços no són idèntics sinó que en l'eix est-oest tenen la nau central més ampla, i creen així un eix longitudinal principal que duu la mirada cap a l'altar.
L'exterior es decorà després de la presa de Constantinoble del 1204, amb plaques de marbre, columnes policromes i estàtues furtades de la capital romana d'Orient. Més o menys durant el mateix període se'n realçaren les cúpules, perquè es poguessen veure des de fora, i es dissenyà la plaça porticada de Sant Marc. L'interior és cobert amb mosaics que realitzats en un arc de temps que va des de l'inici del segle xi fins al xiii (sense comptar els arranjaments que s'hi feren en el Renaixement i els afegits a la façana del s. xviii i xix).
La resta del Vèneto estigué dominat per influències romanes d'Orient que arribaven des de Venècia, però hi ha influència llombarda en dos ordres de columnates al llarg de la zona de l'absis a l'església dels sants Maria i Donat de Murano. Verona, en canvi, era en l'esfera d'influència emiliana.

## Arquitectura romànica a la Toscana

### El romànic a Florència

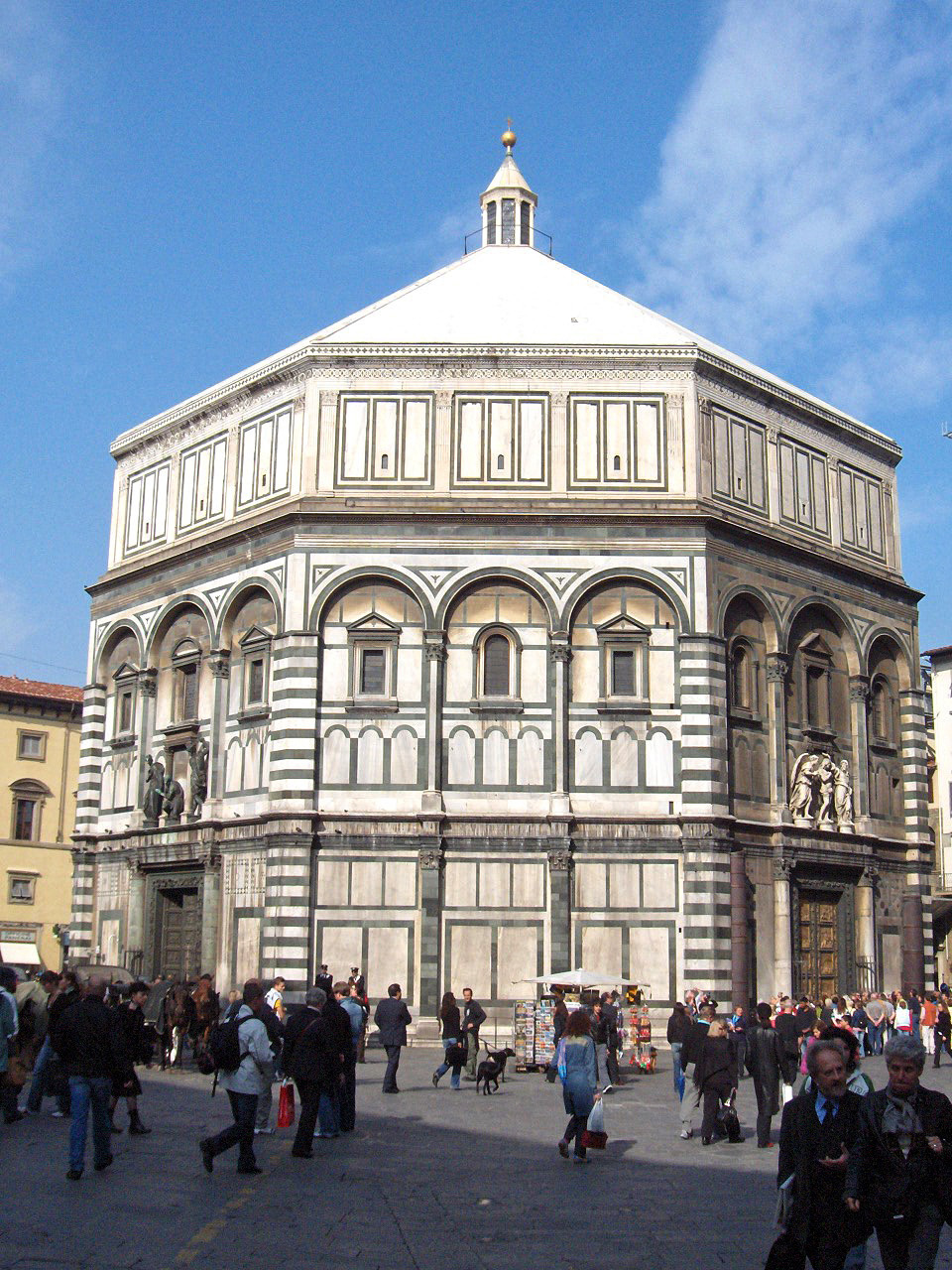
Baptisteri de San Giovanni, Florència

A Florència entre els segles xi i xii es feren servir alguns elements comuns del romànic pisà, però amb un segell molt divers, caracteritzat per una harmonia geomètrica que recorda les obres antigues: es palesa en el baptisteri de Sant Joan el sentit del ritme en la manera de disposar els elements externs, amb ús de requadres, pilastres, arcades cegues, etc., seguint un esquema modular que es repeteix en vuit costats. La datació del baptisteri s'ha debatut molt, també per escassesa de documentació escrita. Algunes excavacions efectuades després de l'any 2000 demostren que els fonaments en són 2 m per damunt de la pavimentació romana i, per tant, l'edificació no podria ser anterior al s. IX. El parament intern amb marbre policrom, inspirat en el Panteó d'Agripa de Roma, es conclogué a la primeria del segle xii. Els mosaics del terra daten del 1209 i els de l'absis rectangular del 1218, i la primera fase del revestiment exterior es creu que és del mateix període.
Altres exemples de l'estil florentí són la basílica de San Miniato al Monte (iniciada al 1013 i completada a poc a poc fins al segle xiii), que presenta una mostra de façana bicroma i una estructura rigorosa inspirada en el romànic llombard. La petita església de San Salvatore al Vescovo, la col·legiata de Santa Andrea d'Empoli i el parament incomplet de la façana de l'abadia Fiesolana, amb un reduït nombre de parròquies i esglésies menors, completen el quadre.
Si l'estil florentí no té la difusió del romànic pisà o llombard, la seua influència fou determinant per al desenvolupament successiu de l'arquitectura, com una base sobre la qual s'inspiraren Francesco Talenti, Leon Battista Alberti, Filippo Brunelleschi i altres arquitectes que crearen l'arquitectura renaixentista. És per això que es parla també, tot i que impròpiament, de protorenaixement.
El panorama toscà és ric també en influències transalpines. L'abadia de Sant'Antimo (mitjans del segle xii) forma part d'una minsa classe d'esglésies italianes inspirades en models francesos amb naus de ritme obligat (alternança columna-pilastra), presbiteri amb columnes i deambulatori de capelles radials. L'enorme difusió d'aquest tipus a França (centenars d'exemples, quasi sempre alineats en rutes de pelegrinatge) fa difícil determinar-ne una filiació directa.

## Arquitectura romànica a Úmbria, les Marques i l'Alt Laci

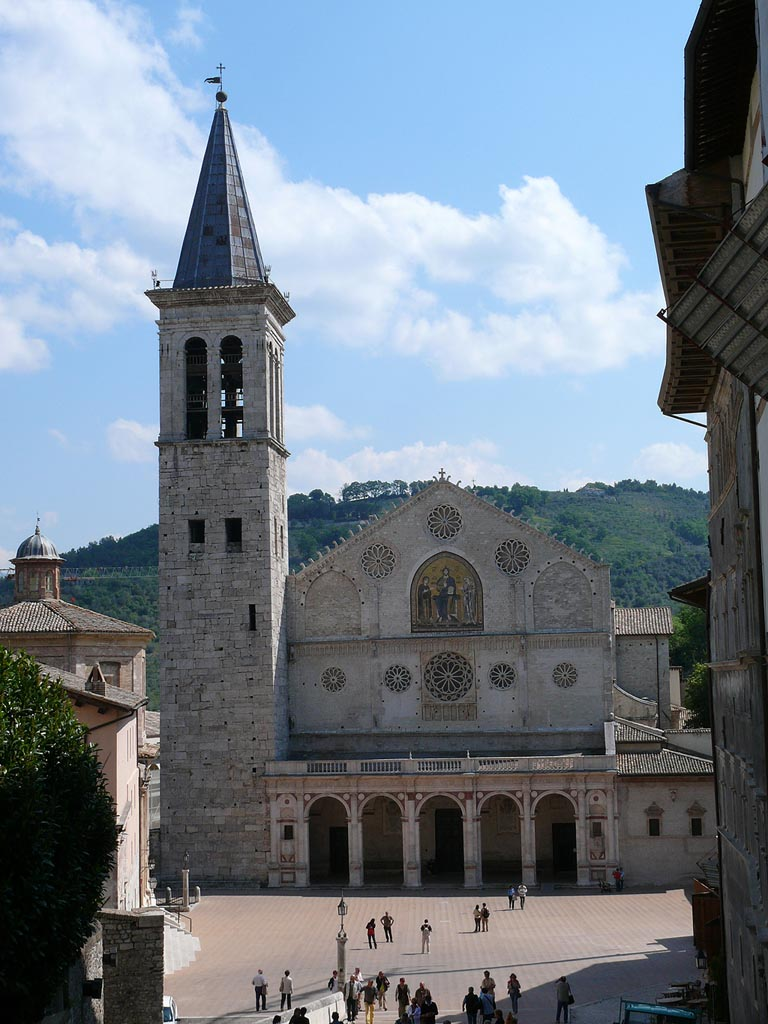
La catedral de Spoleto

També a Úmbria algunes esglésies mostren influències llombardes, tot i que combinades amb elements més clàssics presos dels vestigis antics que han sobreviscut al país. És el cas de les esglésies de Santa Maria Infraportas de Foligno, Sant Salvador de Terni o Santa Maria la Major d'Assís.
Semblants entre si són les solucions més originals de la seu d'Assís (Sant Rufí, de mitjan segle xii), de la seu de Spoleto (iniciada al 1175) o de l'església de Sant Pere extra moenia de Spoleto, caracteritzades per una partició en requadres en un esquema nítid. En Sant Pere els requadres es decoraren amb valuosos relleus de marbre amb escenes bíbliques i al·legòriques.
A les Marques els models de l'arquitectura emiliana són reelaborats amb originalitat i es combinen amb elements romans d'Orient. Per exemple, l'església de Santa Maria de Portonovo a prop d'Ancona (mitjan segle xi) o la seu de Sant Ciríac (finals del XI) presenten una planta de creu grega amb una cúpula en la creu dels braços i un pòrtic avançat a la façana que enquadra el portal aixamfranat.
Un exemple més fidel als models romans d'Orient és la planta de creu grega dins d'un quadrat de l'església de San Claudio al Chienti (segles xi i xii) o de l'església de San Victor alle Chiuse de Genga (segle xi), en què hi ha també una cúpula central i cinc absis (tres al fons i dos als costats).
Al Laci septentrional els influxos llombards filtrats per l'Úmbria es barrejaren amb la ininterrompuda tradició clàssica: a Montefiascone amb l'església de Sant Flavià (primeria del segle xii), a Tarquínia amb l'església de Santa Maria a Castello (iniciada al 1121), a Viterbo amb algunes basíliques (Santa Maria Nova, San Francesco a Vetralla, la seu, Sant Sixt, San Giovanni in Zoccoli), totes decorades probablement per mestres llombards que en alguns casos participaren també en l'arquitectura.
L'església de Santa Maria la Major de Tuscània és especial: construïda en dues fases des del segle xii fins a 1206, el portal fortament aixamfranat presenta columnes sobre lleons i la representació de la Sedes Sapientiae (la marededeu asseguda amb el nen en les cames) esculpida en l'arquitrau: les cames de la marededeu pengen literalment de la superfície esculpida. També a Tuscània hi ha l'església de Sant Pere, caracteritzada per una rosassa obra dels «comacini magistri».

## Roma

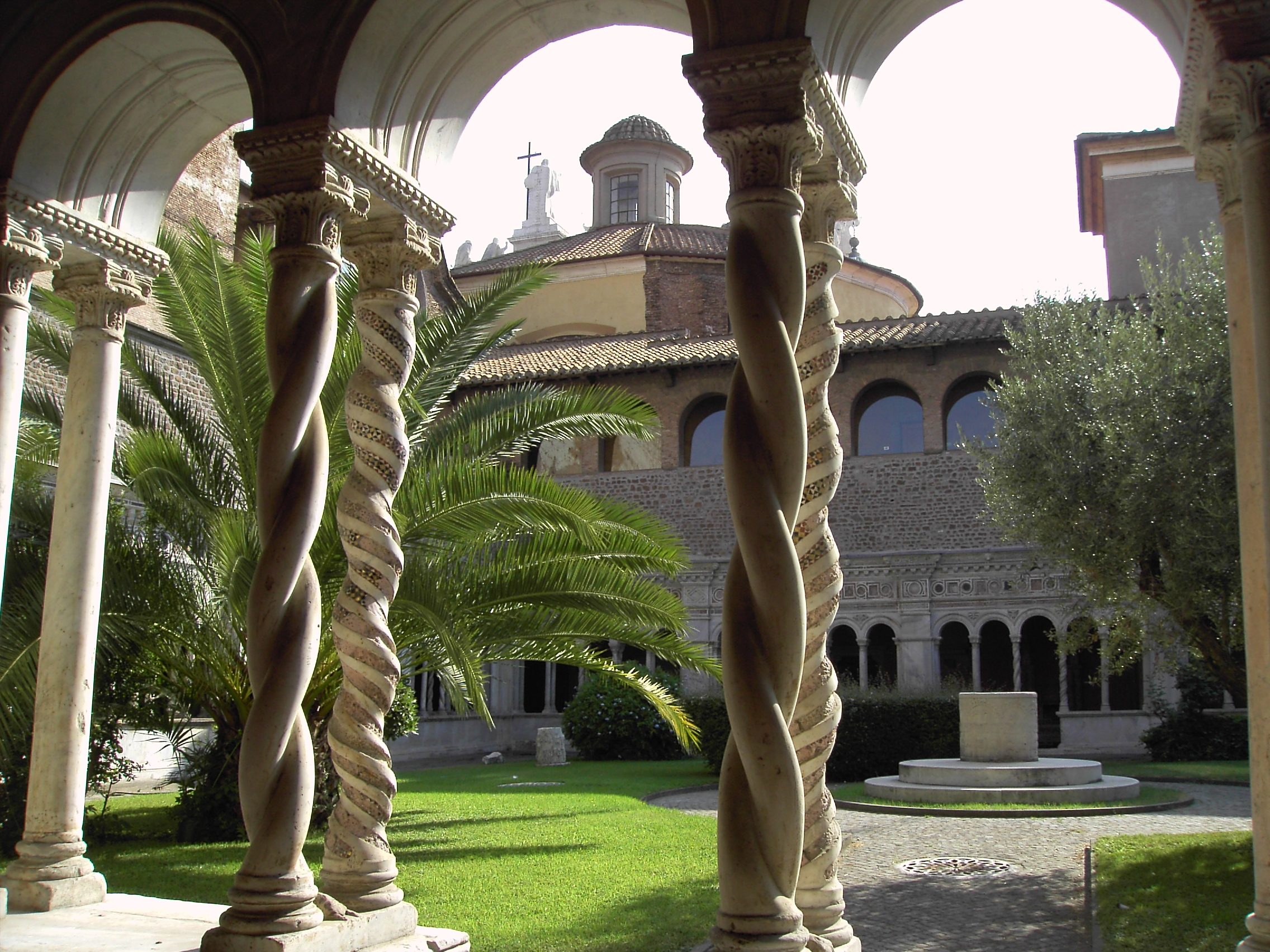
El claustre de Sant Joan del Laterà, Roma

A Roma es va produir una etapa de continuïtat respecte a les basíliques paleocristianes, amb figures de pontífexs com Pasqual III, Honori II i Innocenci II. A Santa Maria in Cosmedin (del segle xii però reedificada) es feren servir pilastres alternades amb columnes, però aquestes últimes sense funció suportadora. Més interessant que el panorama arquitectònic fou el de la pintura i el mosaic, amb grans pedreres per a la decoració interna de la basílica de Sant Climent del Laterà, de Santa Maria in Trastevere i de Santa Maria Nova, en què prevalgueren encara motius de Constantinoble.
Una empremta duradora deixaren en aquest període els mestres del marbre en l'estil cosmatesc (les famoses famílies dels Cosmati o dels Vassalletto), l'activitat dels quals superà també els confins del Laci. La seua elaborada marqueteria amb marbre de color i tessel·les de diversos materials de pedra s'aplicaren en paviments i arranjaments litúrgics com púlpits, altars, càtedres, canelobres, etc. Alguna volta s'empraren per a decorar espais arquitectònics més complexos com el claustre de Sant Joan del Laterà i Sant Pau Extramurs (primera meitat del XIII), amb parelles de columnes de fusts alternadament llisos, en espiral o barrejats i amb nombre variable de mosaics.

## Arquitectura romànica a Campània

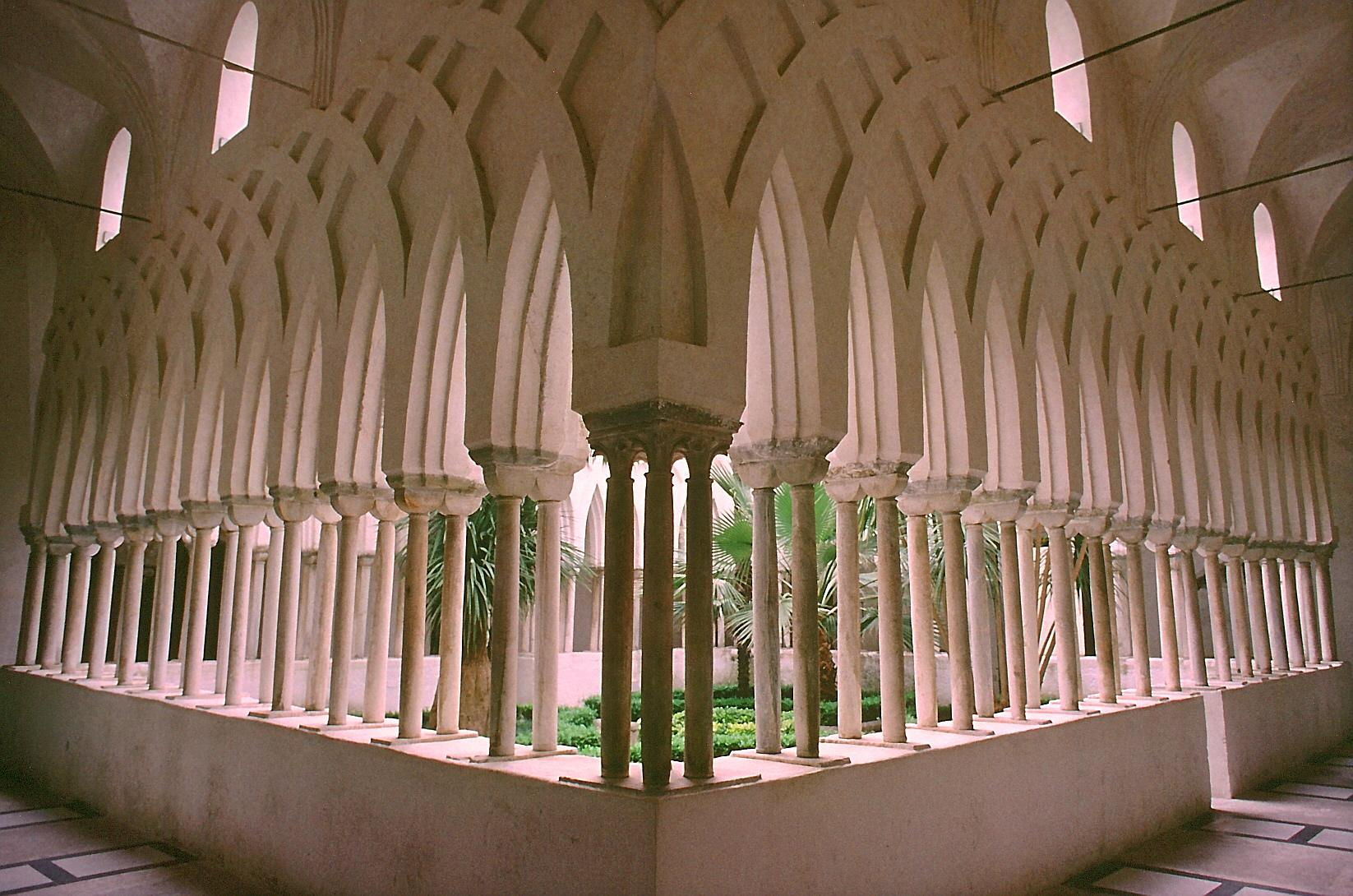
El claustre del paradís, catedral d'Amalfi

Una de les més importants pedreres a Campània en l'època romànica fou la reconstrucció, realitzada per l'abat Desideri (després papa Víctor III) de l'abadia de Montecassino, de la qual hui no queda res. La basílica fou construïda segons el model de les romanes i l'únic ressò que en resta és a l'església de Sant'Angelo in Formis, erigida per encàrrec de Desideri des del 1072.
També es van reprendre els motius paleocristians (naus dividides per columnates, transsepte…) en la seu de Sessa Aurunca (1103), a l'església del Crucifix de Salern (segles x i xi) i a l'església de San Rufo de Càpua.
En canvi, als edificis dels segles xii i xiii es troben forts influxos arabosicilians i moriscs, com en la seu de Caserta Vecchia (amb finestres de ferro al transsepte i arcs encreuats que reposen sobre columnes al cimbori, al claustre dels Caputxins (1212) i a la catedral (1266-1268) d'Amalfi. A Salern són notables les obres de mosaics i aplicacions cosmatesques amb influències islàmiques.

## Romànic de la Pulla

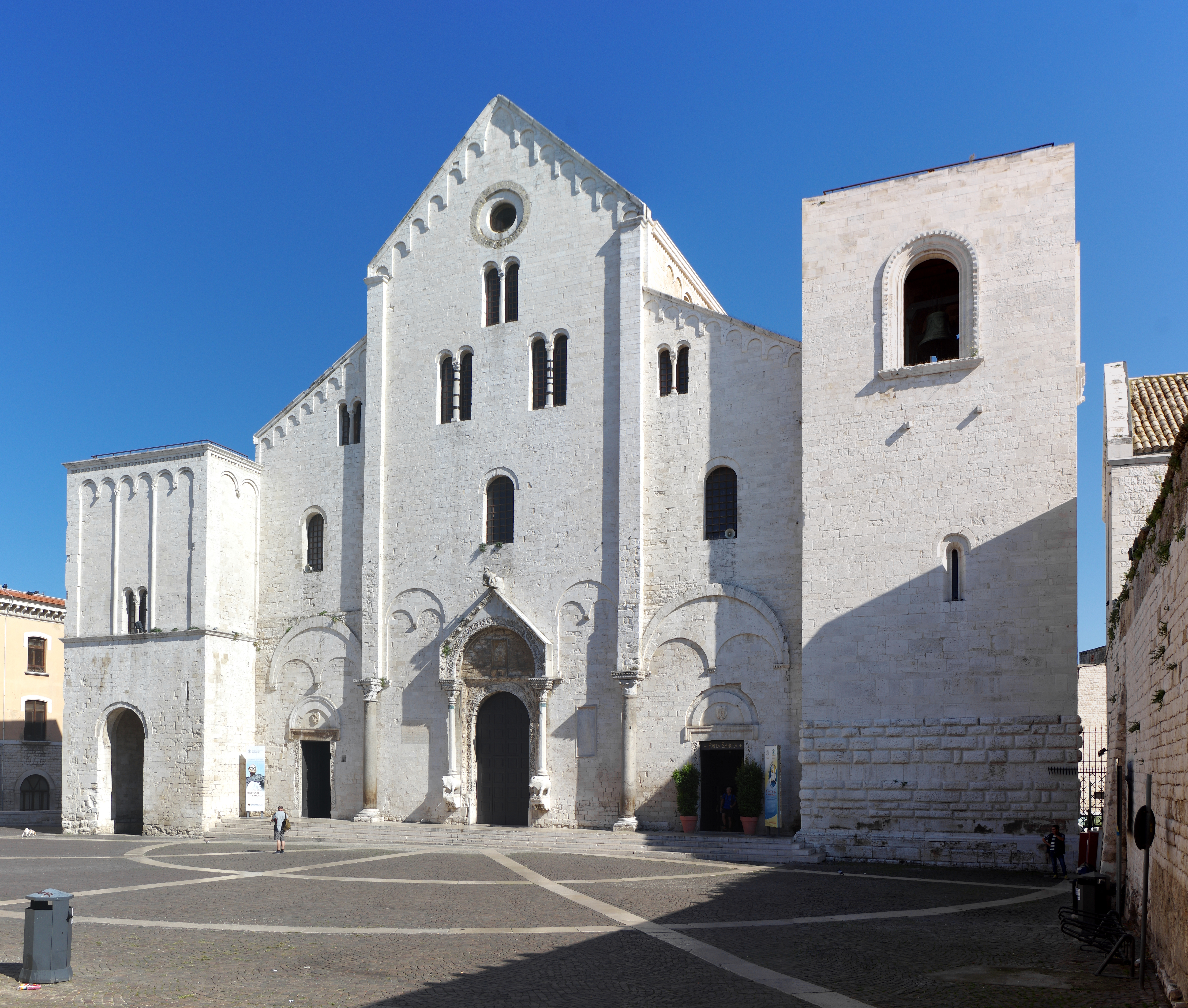
Sant Nicola, Bari

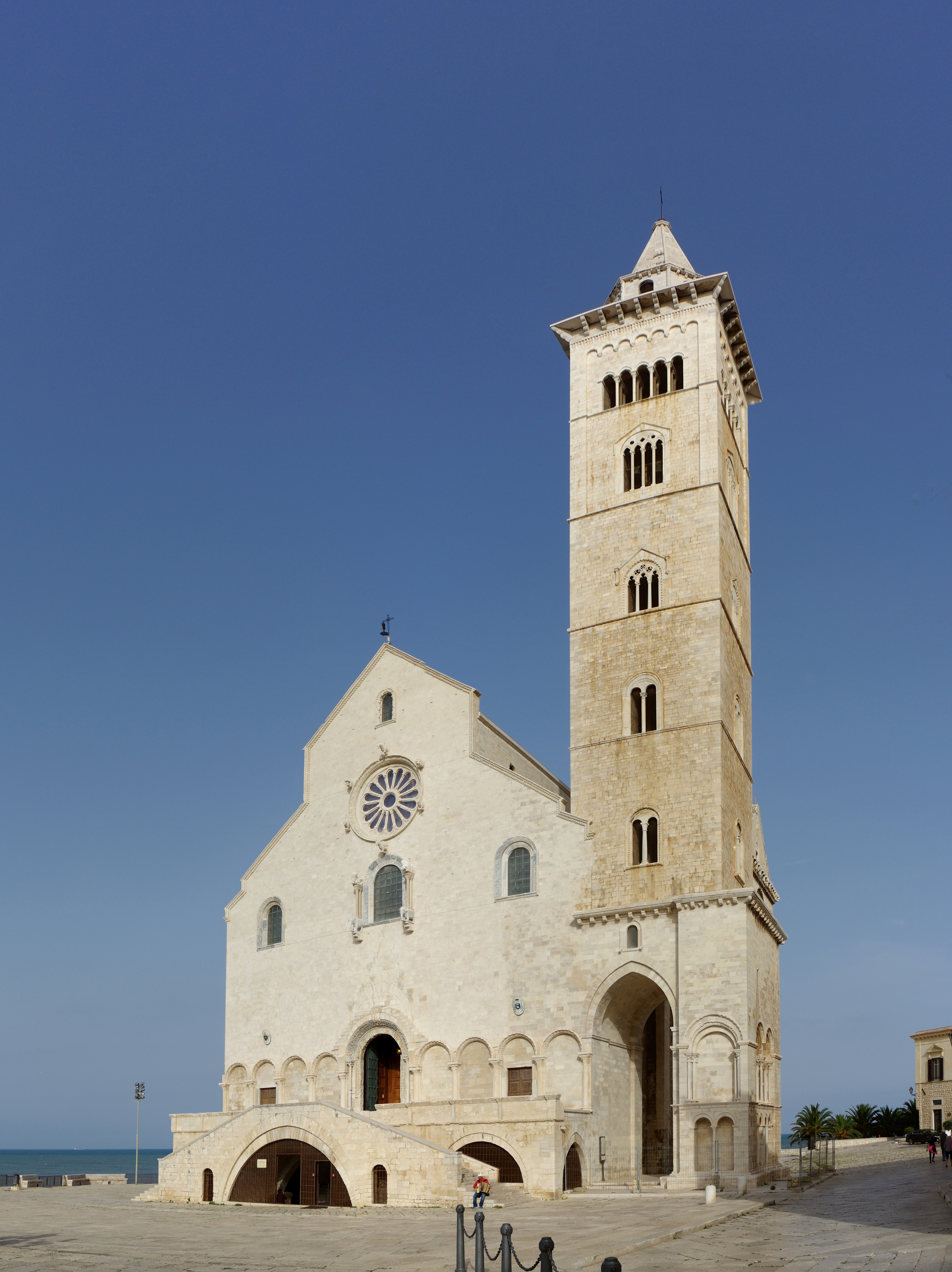
Façana de la seu de Trani

Pulla i els seus ports els utilitzaven els pelegrins que es dirigien a Terra Santa i foren també el punt de partida per a molts croats al 1090. El gran flux de persones determinà la presència d'una gran varietat d'influxos que es manifesten també en l'arquitectura.
Un dels edificis més representatius n'és la basílica de San Nicola de Bari, iniciada al 1087 i acabada cap a la fi del segle xii. Exteriorment té un aspecte massís, com una fortalesa, amb una façana tancada als costats per dues torres incompletes. El motiu de les dues torres recorda els exemples transalpins, i s'explica també per la presència normanda dels Altavilla. La decoració amb galeries d'arcs i la presència d'un pòrtic avançat amb columnes sobre lleons a la façana recorden els trets llombardoemilians.
La seu de Sant Valentí de Bitonto es considera l'expressió més completa del romànic de la Pulla. Construïda entre el segle xi i el xii, seguint el model de la basílica de San Nicola de Bari, presenta una façana tripartida per pilastres i decorada amb arcs penjants. A dalt s'aixeca una rosassa de setze braços envoltada de dues esfinxs. Sota la basílica hi ha una cripta datada d'entre el segle v i vi.
També és important la seu de Trani, conclosa cap a mitjan segle xiii. Va ser construïda també seguint el model de la basílica de San Nicola, a prop de la mar com un punt de referència lluminós gràcies a la blancor de la tova calcària usada. La façana recorda el perfil de la de San Nicola, però no està dividida en tres parts per lesenes ni té torres, ni pòrtic avançat.
També cal remarcar a Barletta la basílica del Sant Sepulcre (de matriu borgonyona) i la catedral (començada al 1126).
Altres influències hi ha a l'església dels Sants Nicolau i Catald de Lecce, de l'any 1180 (amb ressons borgonyons), o en la seu de Troia de 1119 (amb influxos pisans en el registre inferior, armenis en els relleus de l'arquitrau, musulmans en els capitells i romans d'Orient en les portes de bronze).

## Arquitectura romànica a Calàbria i Sicília

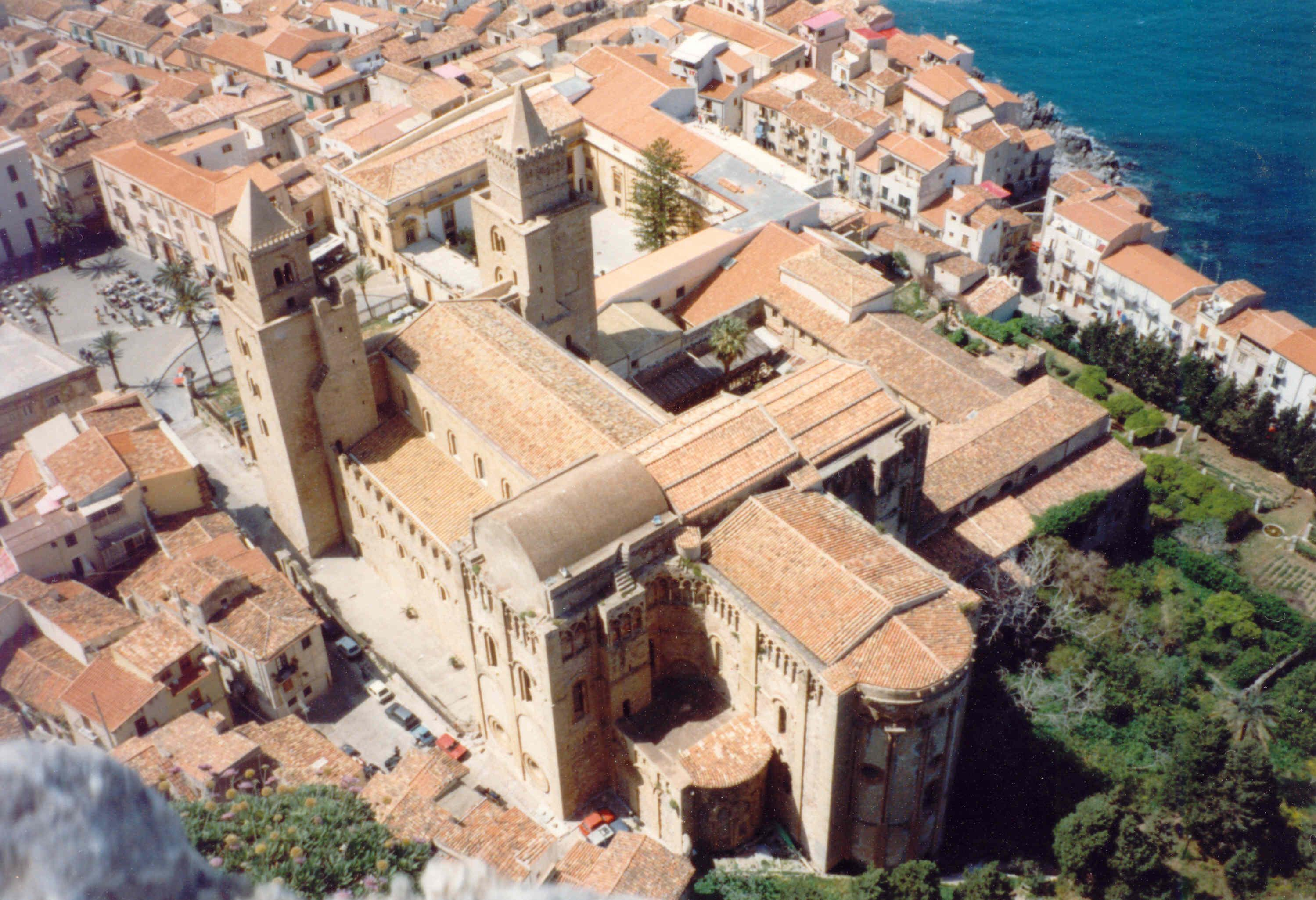
Catedral de Cefalú, vista aèria

Palerm i Sicília en general mostren en aquest període moltes influències provinents de les circumstàncies històriques i polítiques que van succeir llavors: dos segles de domini àrab (IX i X), la conquesta normanda (1016 - 1091) i el naixement del Regne de Sicília produïren un procés de complexa estratificació cultural.
Típicament islàmics a Palerm són alguns edificis com la Zisa (1154-1189), que mostra una ornamentació amb voltes d'alvèols, la Cuba (1180), o les cúpules semiesfèriques de l'església de San Giovanni degli Eremiti (al voltant del 1140), amb planta cruciforme, o de San Cataldo (sobre el 1161).
Més romanes d'Orient són les esglésies de Martorana (1143) i la capella Palatina de Palerm, al Palau dels normands (1143), cobertes de mosaics. A la capella Palatina s'uní la planta de creu grega per al presbiteri i el cos basilical a la nau. Els mosaics tenen un esquema més original respecte a l'estreta observança de la Martorana. A la sala de Roger I al Palau dels normands es troba també un cicle profà amb escenes de jardins i de caça, diversions dels sobirans, que reprén una iconografia típica dels palaus islàmics.
Altres importants exemples d'edificis de l'època són les seus de Cefalù (1131-1170) i de Monreale (1172-1189). En totes dues hi ha barrejades diverses influències, des de les experiències clunianes a la zona de l'absis, a les galeries d'arcs típicament llombardes (a Cefalù), als croats (a Monreale) d'influència àrab, a les dues torres de la façana que recorden models transalpins, introduïts pels normandos.
A Calàbria la producció artística està molt influïda pel període de domini de l'Imperi Romà d'Orient, com testimonia l'església Cattolica de Stilo (a Reggio Calàbria), dels s. X i XI, mentre que en la Basilicata hi ha algunes influències sicilianes com en la seu de Gerace.